# Lettische Badmintonmeisterschaft 1969
Die Lettische Badmintonmeisterschaft 1969 fand in Riga statt. Es war die sechste Auflage der nationalen Titelkämpfe von Lettland im Badminton, zu dieser Zeit noch als Meisterschaft der Sowjetrepublik.

## Titelträger
| Disziplin    | Sieger                        |
| ------------ | ----------------------------- |
| Herreneinzel | Juris Jirgensons              |
| Dameneinzel  | Gundega Grīnuma               |
| Herrendoppel | Juris Jirgensons Jānis Ieviņš |
| Damendoppel  | Gundega Grīnuma Ilona Lāce    |
| Mixed        | Jānis Ieviņš Gundega Grīnuma  |